# Арья самадж

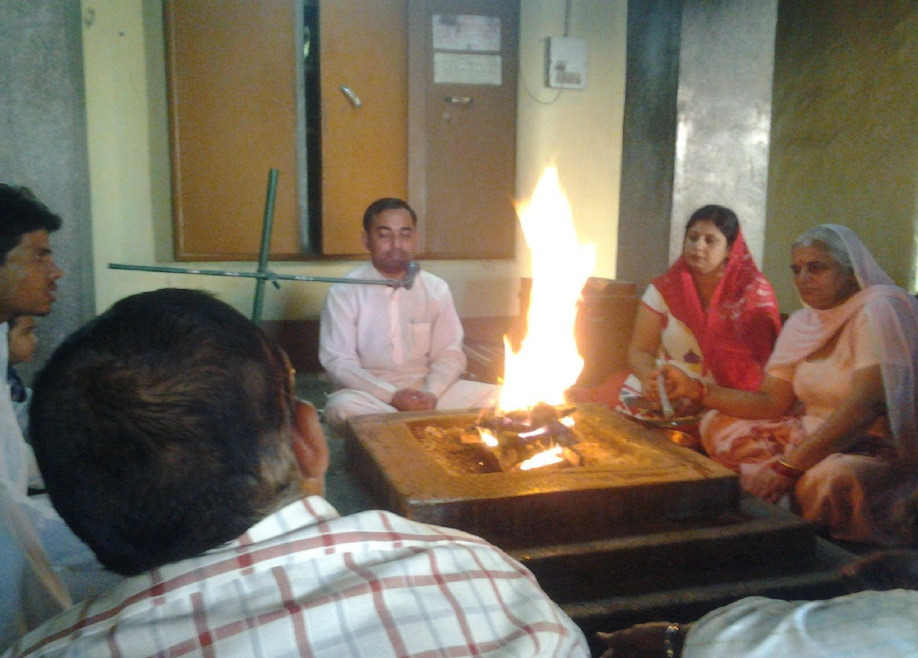
Агнихотра Арья-самадж.

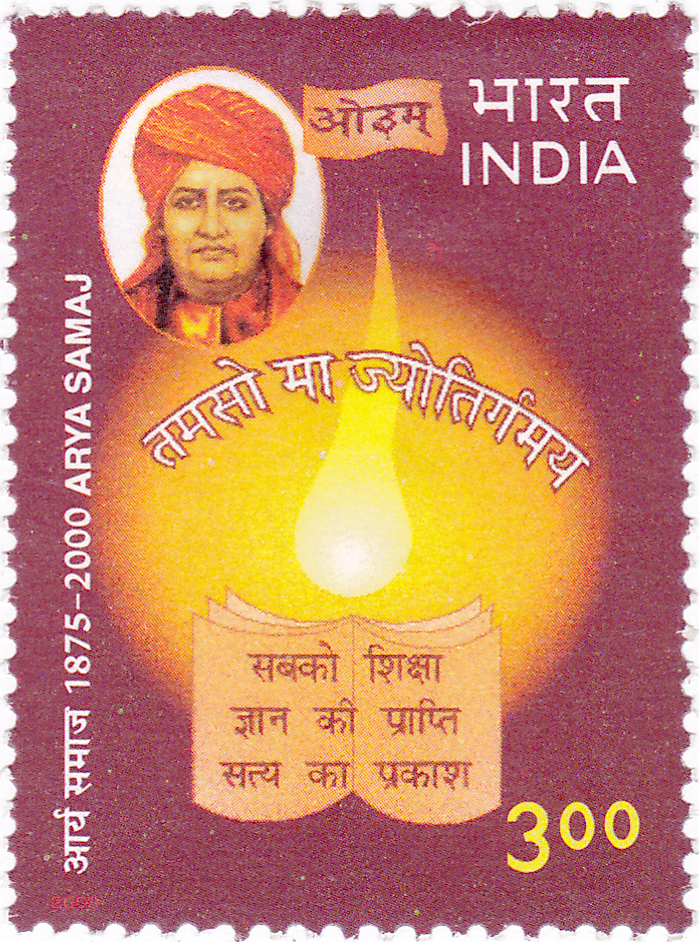

А́рья сама́дж (IAST: ārya samāja, आर्य समाज, букв. «Общество ариев (благородных)», но по сути — «Общество просвещённых») — индуистское реформаторское движение, основанное 10 апреля 1875 года Даянандой Сарасвати.
Целью «Арья самаджа» Даянанда видел возвращение к «истинному ведийскому индуизму», очищение индуизма от всех влияний, проникших в него из других религий за весь послеведийский период.
Создавая «Арья самадж», Дайянанда внедрил в практику этого общества особый обряд «шуддхи» (санскр. — «очищение»), после проведения которого принявшие ранее иное вероисповедание ритуально очищались и возвращались в лоно индуизма.
«Арья-самадж» развернуло кампанию шуддхи в конце XIX в. в ответ на прозелитическую активность христианских миссионеров на Северо-Западе Индии (Джавахарлал Неру в своей книге «Открытие Индии» считает, что «Арья-самадж» привнёс элементы прозелитизма в сам индуизм).
На сегодняшний день во всём мире насчитывается около 3 — 4 млн последователей «Арья-самадж».